# Draillant
Draillant is een gemeente in het Franse departement Haute-Savoie (regio Auvergne-Rhône-Alpes). Draillant telde op 1 januari 2022 875 inwoners.

## Geografie
De oppervlakte van Draillant bedroeg op 1 januari 2022 10,41 vierkante kilometer; de bevolkingsdichtheid was toen 84,1 inwoners per km².

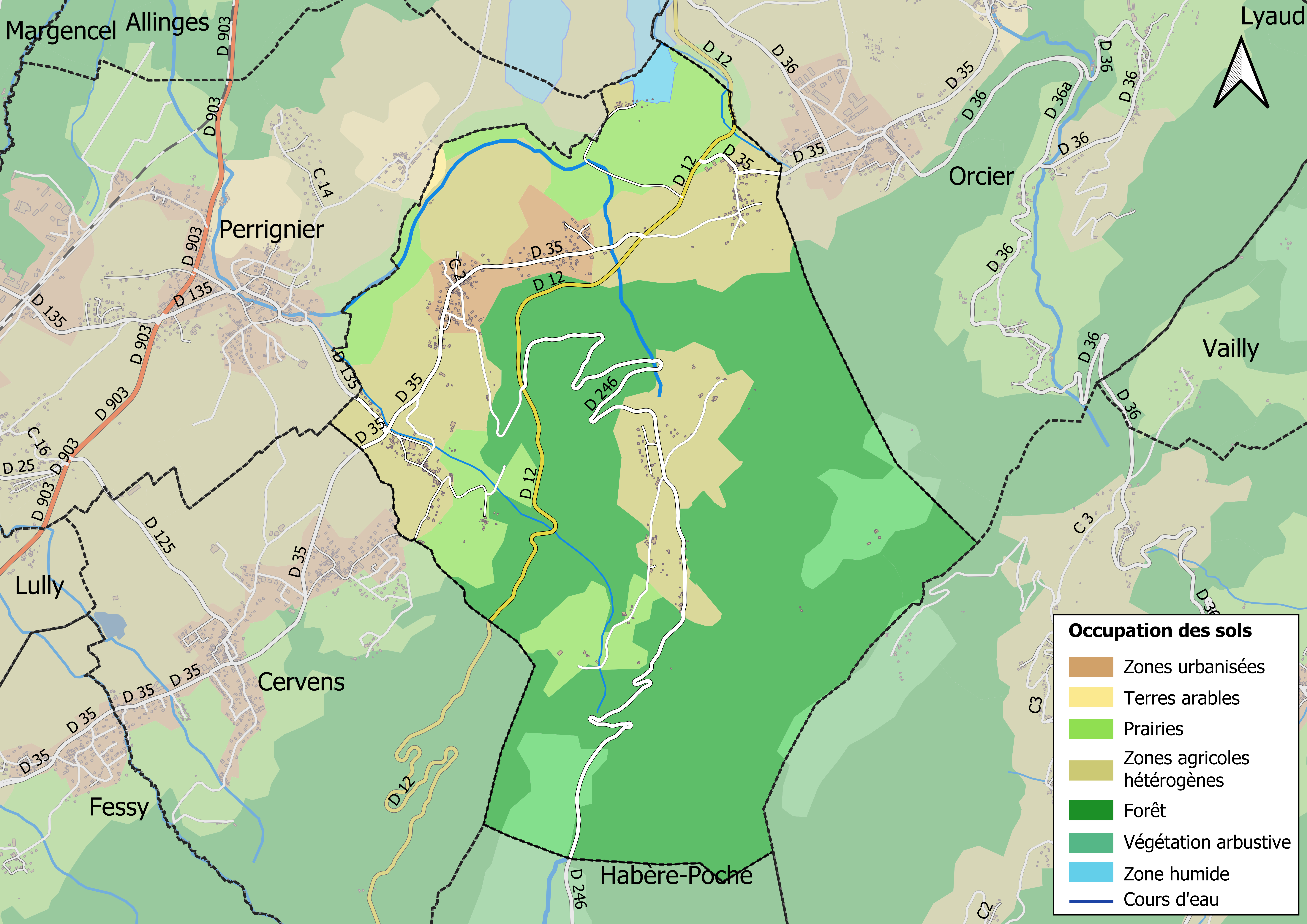
Kaart van de gemeente met de belangrijkste infrastructuur, bodemgebruik en omliggende gemeenten

## Demografie
Onderstaande figuur toont het verloop van het inwonertal (bron: INSEE-tellingen).